# مانتيروفو
مانتيروفو (بالروسية: Мантурово) هي إحدى مدن روسيا في الكيان الفدرالي الروسي كوستروما أوبلاست.